# Jerusalem (Volym 1)
Jerusalem (Volym 1) är ett musikalbum av den kristna rockgruppen Jerusalem. Albumet är släppt på både svenska och engelska, den engelska titeln är Volume 1. Den svenska versionen är släppt på Prim Records 1978, den engelska versionen är släppt 1980 på Lamb & Lion Records i USA och på Word Records i Storbritannien.

## Låtlista (svensk version)
Alla låtar är skrivna av Ulf Christiansson utom "Dagarna går" som är skriven av Dan Tibell och "Fångsång" som är skriven och sjungs av Bertil Sörensson 
1. "Tänk om Jesus har rätt" - 3:37
2. "Noa" - 3:33
3. "Kanske" - 4:24
4. "Pappa vem har gjort" - 3:49
5. "Mr Ego" - 3:38
6. "Kom till mej" - 3:41
7. "Om du lyssnar" - 4:12
8. "Dagarna går" - 4:00
9. "Jesus är det underbaraste" - 2:25
10. "Hög tid" - 5:29
11. "Fångsång" - 3:30
12. "Neutral" - 2:45

## Låtlista (engelsk version)
Alla låtar är skrivna av Ulf Christiansson utom "Days Passing By" som är skriven av Dan Tibell
1. "Noa" - 3:33
2. "Jesus Is The Most Fantastic" - 2:25
3. "Maybe" - 4:24
4. "Daddy Who Has Made" - 3:49
5. "Mr. Ego" - 3:38
6. "Come To Me" - 3:41
7. "If You Only Care To Listen" - 4:12
8. "Neutral" - 2:45
9. "Days Passing By" - 4:00
10. "What If Jesus Is Right" - 3:37
11. "High Tide" - 5:29

## Medverkande

### Jerusalem
- Ulf Christiansson: sång, gitarr
- Danne Gansmoe: trummor
- Bertil Sörensson: bas, sång
- Dan Tibell: keyboard

### Övriga medverkande
- Producent: Swante Bengtsson
- Tekniker: Boje Lundberg
- Stråkarrangemang på "Kom till mig"/"Come To Me": Swante Bengtsson